# Schmalblättrige Wasserpest
Die Schmalblättrige Wasserpest (Elodea nuttallii), auch (nach dem englischen Botaniker Thomas Nuttall, 1786–1859) Nuttalls Wasserpest genannt, ist eine Wasserpflanze aus der Gattung Wasserpest (Elodea). Die Art stammt aus Nordamerika und gilt in Europa als eingebürgerter, in Ausbreitung befindlicher Neophyt.

## Merkmale

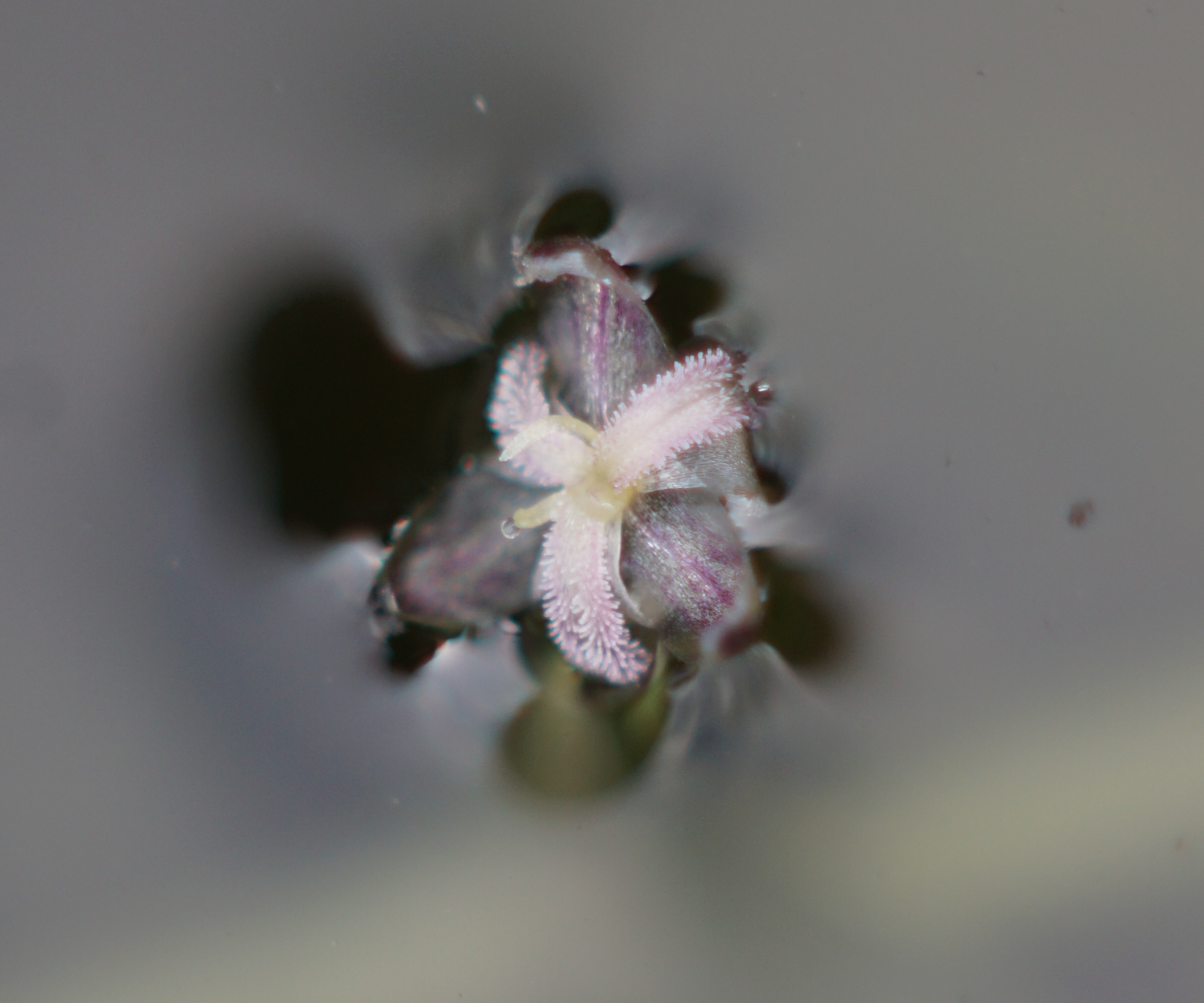
Weibliche Blüte

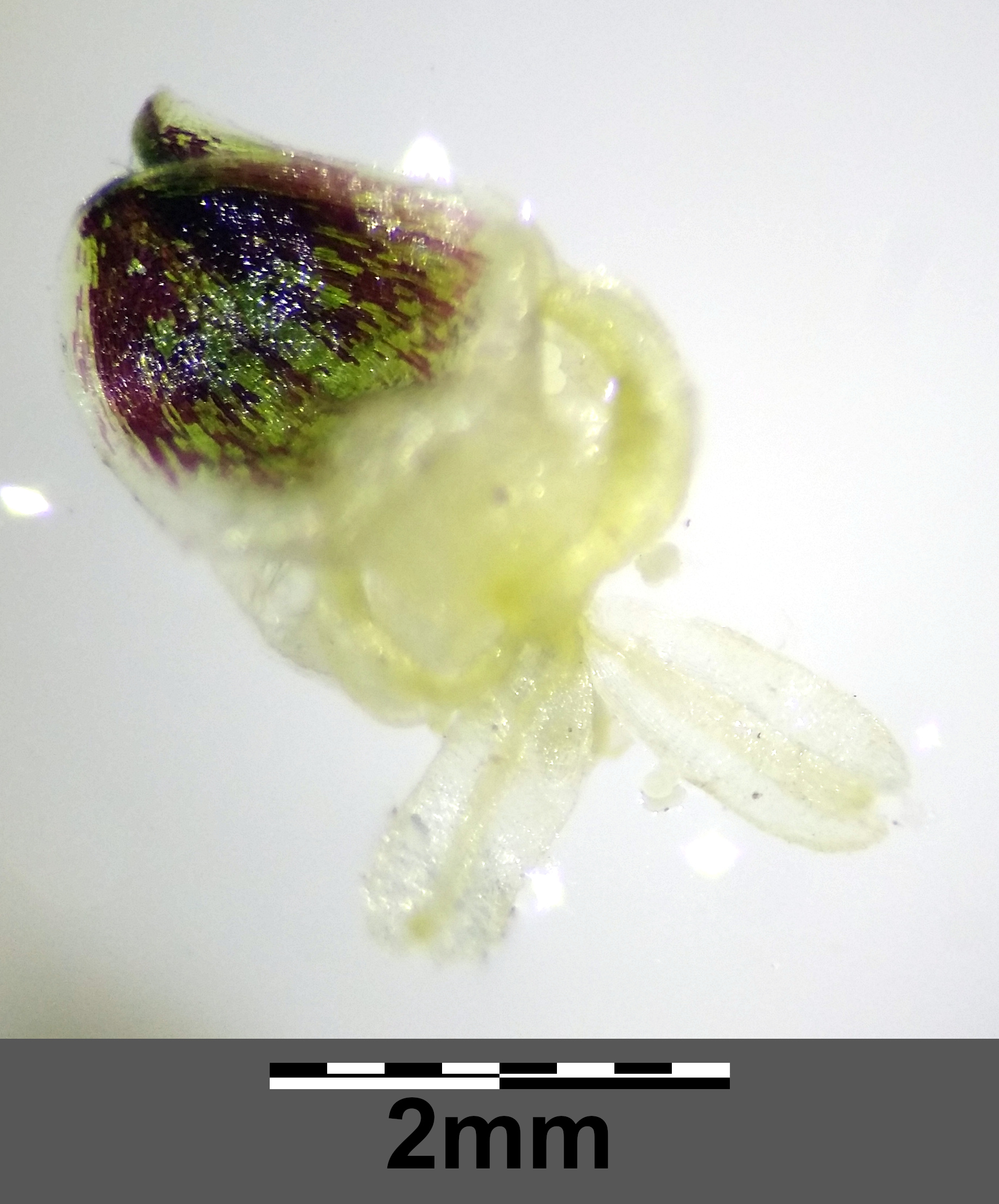
Männliche Blüte

Die untergetauchten Sprosse werden 30 bis 100 Zentimeter lang. An den flutenden Stängeln sitzen die kleinen, dunkelgrünen Blätter quirlig meist zu dritt. Sie sind ein bis drei Zentimeter lang, oft starr, schmal dreieckig bis linealisch, zurückgekrümmt und stark spiralig gedreht. Sie enden lang spitz auslaufend, nicht zungenförmig abgerundet. Die Länge der Blätter macht das 3,5- bis Zehnfache ihrer Breite von ein bis drei Millimetern aus.
Im Vergleich zur Kanadischen Wasserpest (Elodea canadensis) wirkt die Art kräuselig-ungleichmäßiger und schmaler beblättert. Allerdings kann auch die Kanadische Wasserpest manchmal etwas zurückgebogene Blätter haben, was dann die Unterscheidung erschwert.

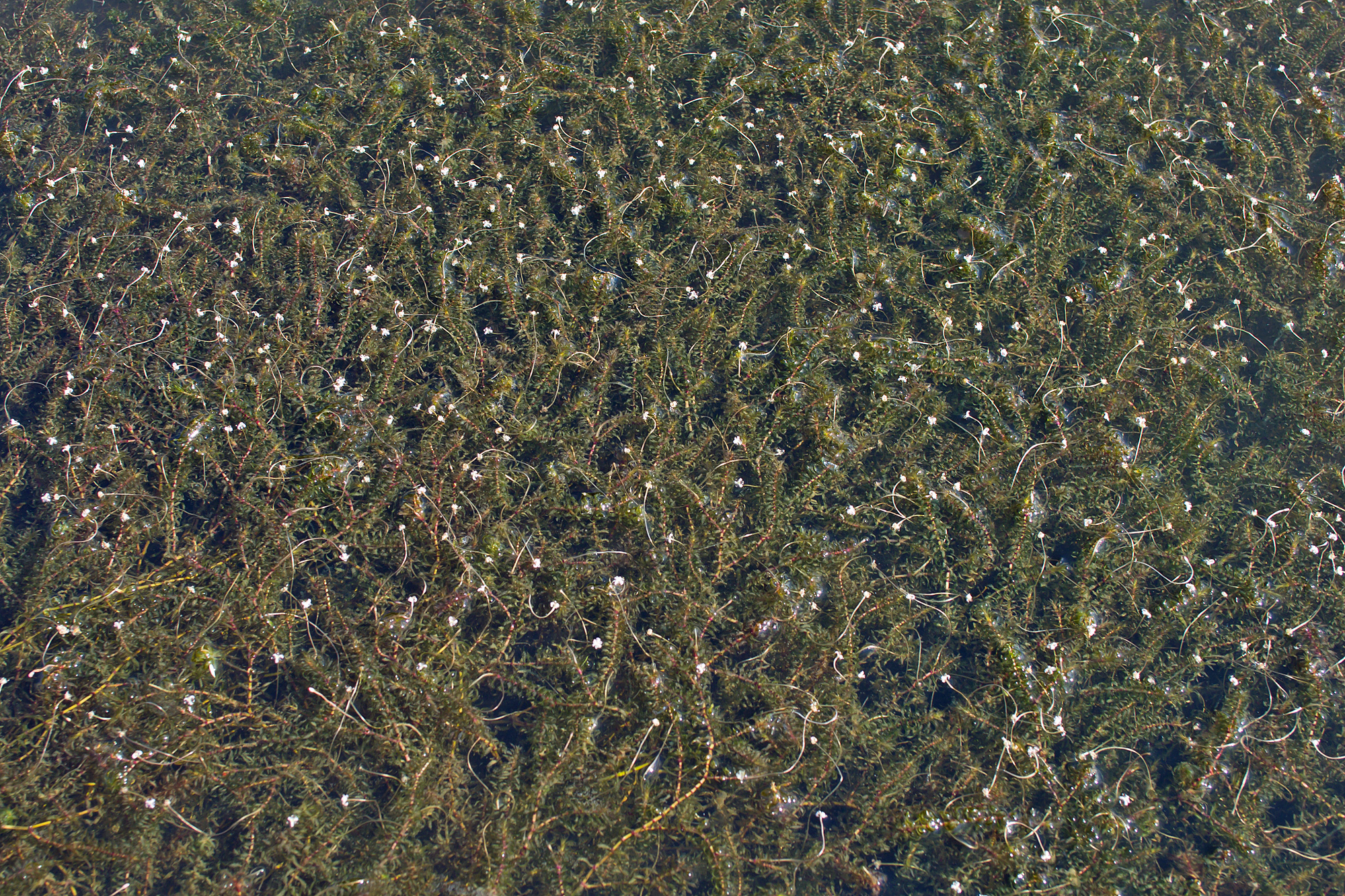
Dichter Bestand, blühend

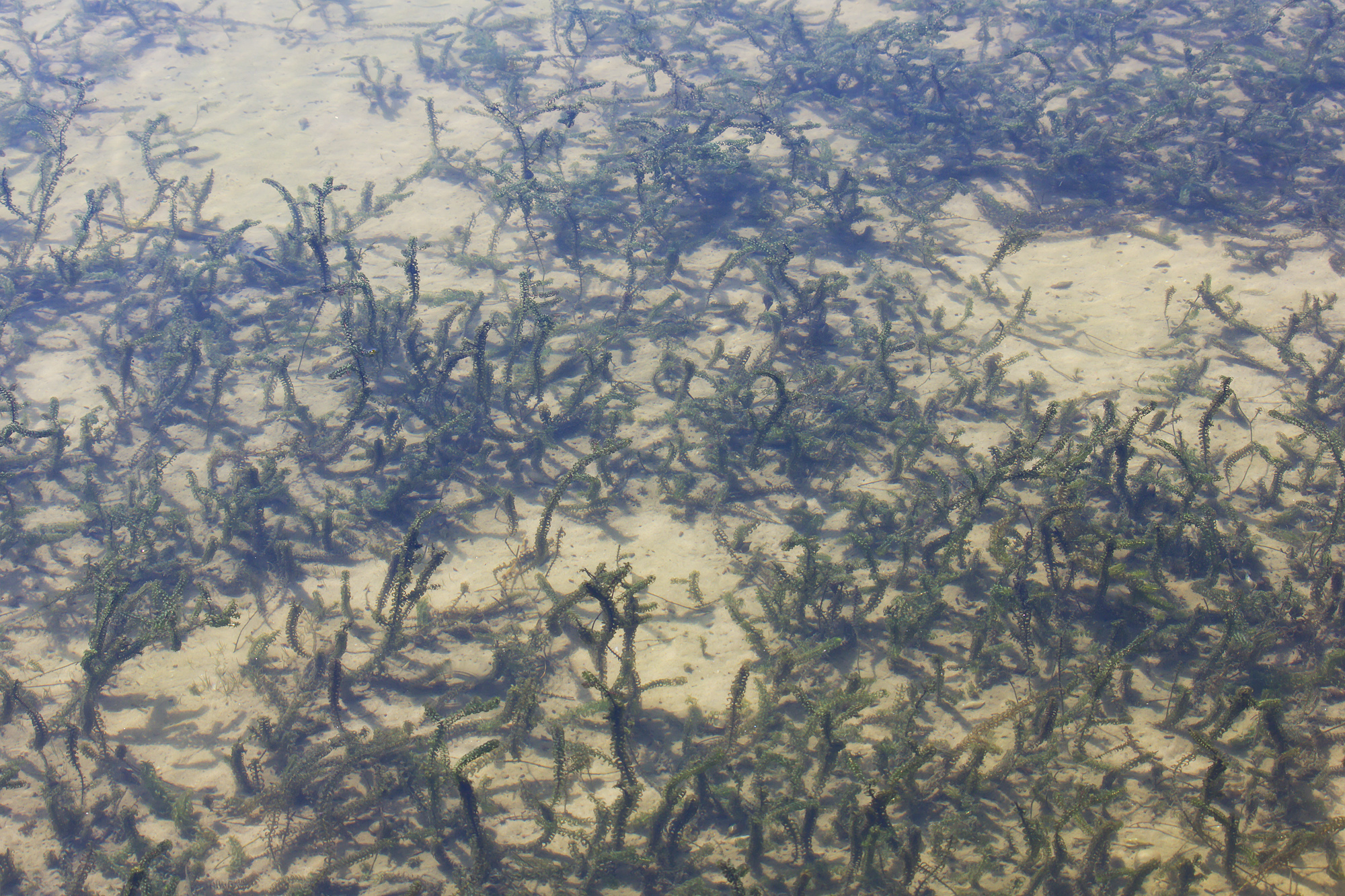
Lockerer Bestand in einem Baggersee

Elodea nuttallii ist zweihäusig, jedoch treten in Mitteleuropa oft rein weibliche oder rein männliche Populationen auf (Blütezeit: Juni bis September). Die Vermehrung erfolgt demnach hier rein vegetativ. Die unscheinbaren, drei bis fünf Millimeter kleinen, weißlich-hellvioletten weiblichen Blüten sitzen an langen weißlichen Stielen, die über die Wasseroberfläche ragen bzw. dort aufliegen. Die männlichen Blüten hingegen lösen sich beim Aufblühen los, schwimmen zur Wasseroberfläche und öffnen sich dort. Die Art bildet Winterknospen aus.
Die Chromosomenzahl beträgt 2n = 48.

## Vorkommen
Die Schmalblättrige Wasserpest kommt ursprünglich vom südlichen Kanada bis zu den Vereinigten Staaten vor. Sie tritt in Europa und Asien als Neophyt auf (siehe Liste invasiver gebietsfremder Arten von unionsweiter Bedeutung). In der Schweiz wurde sie in die Schwarze Liste der invasiven Neophyten aufgenommen und der Freisetzungsverordnung unterstellt.
Nuttalls Wasserpest wird etwa seit 1939 (erstes Auftreten in Belgien) in Kontinentaleuropa beobachtet und befindet sich noch in starker Ausbreitung. 1961 wurde im Vogtland ein isoliertes Vorkommen mit ausschließlich männlichen Exemplaren entdeckt.
Sie bildet in Mitteleuropa eine eigene Elodea nuttallii-Gesellschaft aus dem Verband Potamogetonion.
Die ökologischen Zeigerwerte nach Landolt & al. 2010 sind in der Schweiz: Feuchtezahl F = 5u (unter Wasser), Lichtzahl L = 3 (halbschattig), Reaktionszahl R = 4 (neutral bis basisch), Temperaturzahl T = 4+ (warm-kollin), Nährstoffzahl N = 3 (mäßig nährstoffarm bis mäßig nährstoffreich), Kontinentalitätszahl K = 2 (subozeanisch), Salztoleranz 1 (tolerant).